# Mecánica routhiana

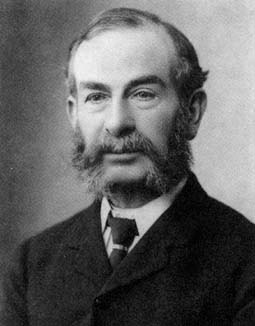
Edward John Routh, 1831–1907.

En mecánica analítica, una rama de física teórica, la mecánica routhiana es una formulación híbrida de mecánica lagrangiana y la Mecánica hamiltoniana desarrollada por Edward Routh. De la misma manera, el routhiano es la función que reemplaza a ambas las funciones lagrangianas y hamiltonianas.
El routhiano, como el hamiltoniano, puede ser obtenido a través de una Transformada de Legendre del lagrangiano, y tiene por ello una forma matemática similar al hamiltoniano, pero no exactamente igual. La diferencia entre el lagrangiano, hamiltoniano, y routhiano son sus variables. Para un conjunto dado de Coordenadas generalizadas representando los grados de libertad en el sistema, el lagrangiano es una función de las coordenadas y velocidades, mientras el hamiltoniano es una función de las coordenadas y momentos.
El routhiano difiere de estas funciones en que algunas coordenadas están escogidas para tener correspondientes velocidades generalizadas, el resto para tener correspondientes momentos generalizados. Esta elección es arbitraria, y puede ser hecha para simplificar el problema. También tiene la consecuencia de que las ecuaciones de routh son exactamente las ecuaciones hamiltonianas para algunas coordenadas y sus momentos correspondientes, y las ecuaciones lagrangianas para el resto de las coordenadas y sus velocidades. En este caso las funciones lagrangianas y hamiltonianas están reemplazadas por una única función, el routhiano. El conjunto total tiene así las ventajas de ambos conjuntos de ecuaciones, con la comodidad de partir un conjunto de coordenadas a las ecuaciones hamiltonianas, y el resto a las ecuaciones lagrangianas.
A menudo la aproximación routhiana puede no ofrecer ninguna ventaja nueva, pero un caso notable donde esto es útil es cuándo un sistema tiene coordenadas cíclicas (también llamadas "coordenadas ignorables"), por definición aquellas coordenadas no aparecen en el lagrangiano original. Las ecuaciones lagrangianas son resultados poderosos , utilizadas frecuentemente en teoría y práctica, ya que las ecuaciones del movimiento son fácil de establecer en las coordenadas. Aun si hay coordenadas cíclicas todavía habrá ecuaciones por resolver para todas las coordenadas, incluyendo las cíclicas a pesar de su ausencia en el lagrangiano. Las ecuaciones hamiltonianas son resultados teóricos útiles , pero menos útiles en la práctica porque las coordenadas y los momentos están relacionados juntos en las soluciones - después de solucionar las ecuaciones las coordenadas y los momentos tienen que ser eliminados uno del otro. No obstante, las ecuaciones hamiltonianas son perfectamente convenientes para coordenadas cíclicas porque las ecuaciones en las coordenadas cíclicas desaparecen trivialmente, dejando sólo las ecuaciones en las coordenadas no cíclicas.
La aproximación routhiana tiene lo mejor de ambas aproximaciones, porque las coordenadas pueden ser separadas hacia las ecuaciones hamiltonianas y eliminadas, dejando detrás las coordenadas no cíclicas para ser solucionadas a partir de las ecuaciones lagrangianas. En general menos ecuaciones necesitan ser solucionadas comparada con la aproximación lagrangiana. Además, el método routhiano hace más claro las interpretaciones físicas de las constantes asociadas con coordenadas cíclicas, en la aproximación lagrangiana las constantes son menos obvias.
Con el resto de mecánica analítica, la mecánica routhiana es completamente equivalente a la mecánica newtoniana, y a otras formulaciones de mecánica clásica, y no introduce física nueva. Ofrece una manera alternativa de solucionar problemas mecánicos.

## Definiciones
En el caso de la mecánica de Lagrange, el lagrangiano es función de las coordenadas generalizadas q1, q2, ... , las correspondientes velocidades dq1/dt, dq2/dt, ..., y posiblemente el tiempo t, 
{\displaystyle L=L(q_{1},q_{2},\ldots ,{\dot {q}}_{1},{\dot {q}}_{2},\ldots ,t)\,,\quad {\dot {q}}_{i}={\frac {dq_{i}}{dt}}\,,}
donde los puntos por encima denotan derivadas con respecto al tiempo.
En mecánica hamiltoniana, las coordenadas generalizadas q1, q2, ..., los correspondientes momentos generalizados p1, p2, ..., y posiblemente el tiempo, forman al hamiltoniano
{\displaystyle H(q_{1},q_{2},\ldots ,p_{1},p_{2},\ldots ,t)=\sum _{i}{\dot {q}}_{i}p_{i}-L(q_{1},q_{2},\ldots ,{\dot {q}}_{1}(p_{1}),{\dot {q}}_{2}(p_{2}),\ldots ,t)\,,\quad p_{i}={\frac {\partial L}{\partial {\dot {q}}_{i}}}\,,}
donde la segunda ecuación es la definición del momento generalizado pi de la coordenada qi (las derivadas parciales son denotadas usando {\displaystyle \partial }). Las velocidades dqi/dt son expresadas como funciones de sus momentos correspondientes al invertir la relación que las define (siempre que esto sea posible). En este contexto, se dice que  pi es el momento "canónicamente conjugado" de qi.
El routhiano {\displaystyle R} es una función intermedia entre {\displaystyle L} y {\displaystyle H}; algunas coordenadas q1, q2, ..., qn son elegidas para tener el correspondiente momento generalizado p1, p2, ..., pn, el resto de las coordenadas ζ1, ζ2, ..., ζs para tener velocidades generalizadas dζ1/dt, dζ2/dt, ..., dζs/dt y el tiempo puede aparecer explícitamente;
| Routhiano (n + s grados de libertad) {\displaystyle R(q_{1},\ldots ,q_{n},\zeta _{1},\ldots ,\zeta _{s},p_{1},\ldots ,p_{n},{\dot {\zeta }}_{1},\ldots ,{\dot {\zeta }}_{s},t)=\sum _{i=1}^{n}p_{i}{\dot {q}}_{i}(p_{i})-L(q_{1},\ldots ,q_{n},\zeta _{1},\ldots ,\zeta _{s},{\dot {q}}_{1}(p_{1}),\ldots ,{\dot {q}}_{n}(p_{n}),{\dot {\zeta }}_{1},\ldots ,{\dot {\zeta }}_{s},t)\,,} |
donde otra vez la velocidad generalizada dqi/dt es expresada como función del momento generalizado pi via su relación de definición. La elección de cuales n coordenadas tendrán el correspondiente momento, dentro de las  n + s coordenadas, depende de la naturaleza del problema a resolver, y es en el caso general arbitraria.
Lo anterior es utilizado por Landau y Lifshitz, y Goldstein. Algunos autores pueden definir el routhiano para ser el negativo de la definición anterior.
Dada la longitud de la definición general, una notación más compacta utiliza negritas para n-adas (o vectores) de las variables, así q = (q1, q2, ..., qn), ζ = (ζ1, ζ2, ..., ζs), p = (p1, p2, ..., pn), y d ζ/dt = (dζ1/dt, dζ2/dt, ..., dζs/dt), de manera que
{\displaystyle R(\mathbf {q} ,{\boldsymbol {\zeta }},\mathbf {p} ,{\dot {\boldsymbol {\zeta }}},t)=\mathbf {p} \cdot {\dot {\mathbf {q} }}-L(\mathbf {q} ,{\boldsymbol {\zeta }},{\dot {\mathbf {q} }},{\dot {\boldsymbol {\zeta }}},t)\,,}
en donde {\displaystyle \cdot } denota el producto escalar definido en n-adas, para el ejemplo concreto que aparece aquí:
{\displaystyle \mathbf {p} \cdot {\dot {\mathbf {q} }}=\sum _{i=1}^{n}p_{i}{\dot {q}}_{i}\,.}

## Ecuaciones de movimiento
Para referencia, las ecuaciones de Lagrange para un sistema con s grados de libertad son un conjunto de s ecuaciones diferenciales normales de segundo orden acopladas en las coordenadas, cuya expresión es
{\displaystyle {\frac {d}{dt}}{\frac {\partial L}{\partial {\dot {q}}_{j}}}={\frac {\partial L}{\partial q_{j}}}\,,}
donde j = 1, 2, ..., s = 1, 2n, ..., j = 1, 2, ..., s, y las ecuaciones hamiltonianas para {\displaystyle n} los grados de libertad son un conjunto de {\displaystyle 2n} ecuaciones diferenciales ordinarias de primer orden acopladas en las coordenadas y momentos
{\displaystyle {\dot {q}}_{i}={\frac {\partial H}{\partial p_{i}}}\,,\quad {\dot {p}}_{i}=-{\frac {\partial H}{\partial q_{i}}}\,.}
Abajo, las ecuaciones de movimiento routhianas están obtenidas en dos maneras. En el proceso se encuentran además otras derivadas útiles que pueden ser utilizadas en otro lugar.

### Dos grados de libertad
Considérese el caso de un sistema con dos grados de libertad, q y ζ, con velocidades generalizadas dq/dt y dζ/dt, y un lagrangiano dependiente del tiempo. (La generalización a cualquier número de los grados de libertad sigue exactamente el mismo procedimiento como con dos). En este caso el lagrangiano del sistema tendrá la forma
{\displaystyle L=L(q,\zeta ,{\dot {q}},{\dot {\zeta }},t)}
El diferencial de L es
{\displaystyle dL={\frac {\partial L}{\partial q}}dq+{\frac {\partial L}{\partial \zeta }}d\zeta +{\frac {\partial L}{\partial {\dot {q}}}}d{\dot {q}}+{\frac {\partial L}{\partial {\dot {\zeta }}}}d{\dot {\zeta }}+{\frac {\partial L}{\partial t}}dt\,.}
Ahora cambie las variables, del conjunto (q, ζ, dq/dt, dζ/dt) a (q, ζ, p, dζ/dt), sencillamente cambiando la velocidad dq/dt al momento p. Este cambio de variables en los diferenciales es la transformación de Legendre. EL diferencial de la función nueva para reemplazar L será una suma de diferenciales en dq, dζ, dp, d(dζ/dt), y dt. Utilizando la definición de la ecuación de Lagrange y momento generalizados para la coordenada q:
{\displaystyle p={\frac {\partial L}{\partial {\dot {q}}}}\,,\quad {\dot {p}}={\frac {d}{dt}}{\frac {\partial L}{\partial {\dot {q}}}}={\frac {\partial L}{\partial q}}}
Tenemos
{\displaystyle dL={\dot {p}}dq+{\frac {\partial L}{\partial \zeta }}d\zeta +pd{\dot {q}}+{\frac {\partial L}{\partial {\dot {\zeta }}}}d{\dot {\zeta }}+{\frac {\partial L}{\partial t}}dt}
Y para reemplazar pd(dq/dt) por (dq/dt)dp, recordar la regla de producto para diferenciales, y sustuir
{\displaystyle pd{\dot {q}}=d({\dot {q}}p)-{\dot {q}}dp}
Para obtener el diferencial de una función nueva en términos del conjunto nuevo de variables:
{\displaystyle d(L-p{\dot {q}})={\dot {p}}dq+{\frac {\partial L}{\partial \zeta }}d\zeta -{\dot {q}}dp+{\frac {\partial L}{\partial {\dot {\zeta }}}}d{\dot {\zeta }}+{\frac {\partial L}{\partial t}}dt\,.}
Introduciendo el routhiano
{\displaystyle R(q,\zeta ,p,{\dot {\zeta }},t)=p{\dot {q}}(p)-L}
donde otra vez la velocidad dq/dt es una función del momento p,  tenemos
{\displaystyle dR=-{\dot {p}}dq-{\frac {\partial L}{\partial \zeta }}d\zeta +{\dot {q}}dp-{\frac {\partial L}{\partial {\dot {\zeta }}}}d{\dot {\zeta }}-{\frac {\partial L}{\partial t}}dt\,,}
Pero de la definición anterior, el diferencial del Routhian es
{\displaystyle dR={\frac {\partial R}{\partial q}}dq+{\frac {\partial R}{\partial \zeta }}d\zeta +{\frac {\partial R}{\partial p}}dp+{\frac {\partial R}{\partial {\dot {\zeta }}}}d{\dot {\zeta }}+{\frac {\partial R}{\partial t}}dt\,.}
Comparando los coeficientes de los diferenciales dq, dζ, dp, d(dζ/d(dζ/dt)), y dt, los resultados son ecuaciones de hamilton para la coordenada q,
{\displaystyle {\dot {q}}={\frac {\partial R}{\partial p}}\,,\quad {\dot {p}}=-{\frac {\partial R}{\partial q}}\,,}
Y la ecuación de Lagrange para la coordenada ζ
{\displaystyle {\frac {d}{dt}}{\frac {\partial R}{\partial {\dot {\zeta }}}}={\frac {\partial R}{\partial \zeta }}}
que sigue de 
{\displaystyle {\frac {\partial L}{\partial \zeta }}=-{\frac {\partial R}{\partial \zeta }}\,,\quad {\frac {\partial L}{\partial {\dot {\zeta }}}}=-{\frac {\partial R}{\partial {\dot {\zeta }}}}\,,}
Y tomando la derivada total del tiempo total de la segunda ecuación y equiparando a la primera. Nótese que el routhiano reemplaza las funciones hamiltonianas y lagrangianas en todas las ecuaciones de movimiento.
La ecuación Restante declara las derivadas parciales respecto al tiempo de L y R son negativas entre sí
{\displaystyle {\frac {\partial L}{\partial t}}=-{\frac {\partial R}{\partial t}}\,.}

### Cualquier número de grados de libertad
Para el caso más general con n + s coordenadas generalizadas, de acuerdo a como se definió antes, el routhiano toma la forma
{\displaystyle R(q_{1},\ldots ,q_{n},\zeta _{1},\ldots ,\zeta _{s},p_{1},\ldots ,p_{n},{\dot {\zeta }}_{1},\ldots ,{\dot {\zeta }}_{s},t)=\sum _{i=1}^{n}p_{i}{\dot {q}}_{i}(p_{i})-L}
Las ecuaciones de movimiento pueden ser obtenidas por una transformación de Legendre de este routhiano como en la sección anterior, pero otra manera es sencillamente tomar las derivadas parciales de R con respecto a las coordenadas qi y ζj, los momentos pi, y las velocidades dζj/dt, donde i = 1, 2, ..., n, y j = 1, 2, ..., s. Las derivadas son:
{\displaystyle {\frac {\partial R}{\partial q_{i}}}=-{\frac {\partial L}{\partial q_{i}}}=-{\frac {d}{dt}}{\frac {\partial L}{\partial {\dot {q}}_{i}}}=-{\dot {p}}_{i}\,}
{\displaystyle {\frac {\partial R}{\partial p_{i}}}={\dot {q}}_{i}\,}
{\displaystyle {\frac {\partial R}{\partial \zeta _{j}}}=-{\frac {\partial L}{\partial \zeta _{j}}}\,,}
{\displaystyle {\frac {\partial R}{\partial {\dot {\zeta }}_{j}}}=-{\frac {\partial L}{\partial {\dot {\zeta }}_{j}}}\,,}
{\displaystyle {\frac {\partial R}{\partial t}}=-{\frac {\partial L}{\partial t}}\,.}
Las primeras dos son idénticas a las ecuaciones hamiltonianas. Equiparando la derivada total con respecto al tiempo del cuarto conjunto de ecuaciones con el tercero (para cada valor de {\displaystyle j}) da las ecuaciones lagrangianas. El quinto es justo la misma relación entre derivadas parciales del tiempo de antes. En resumen, se tiene que las ecuaciones de movimiento en este formalismo son de la forma
| Ecuaciones routhianas de movimiento (n + s grados de libertad) {\displaystyle {\dot {q}}_{i}={\frac {\partial R}{\partial p_{i}}}\,,\quad {\dot {p}}_{i}=-{\frac {\partial R}{\partial q_{i}}}\,,} {\displaystyle {\frac {d}{dt}}{\frac {\partial R}{\partial {\dot {\zeta }}_{j}}}={\frac {\partial R}{\partial \zeta _{j}}}\,.} |
El número total de ecuaciones es {\displaystyle 2n+s}, donde {\displaystyle 2n} son ecuaciones hamiltonianas y {\displaystyle s} ecuaciones langrarianas.